# Thomas Sidney Cooper

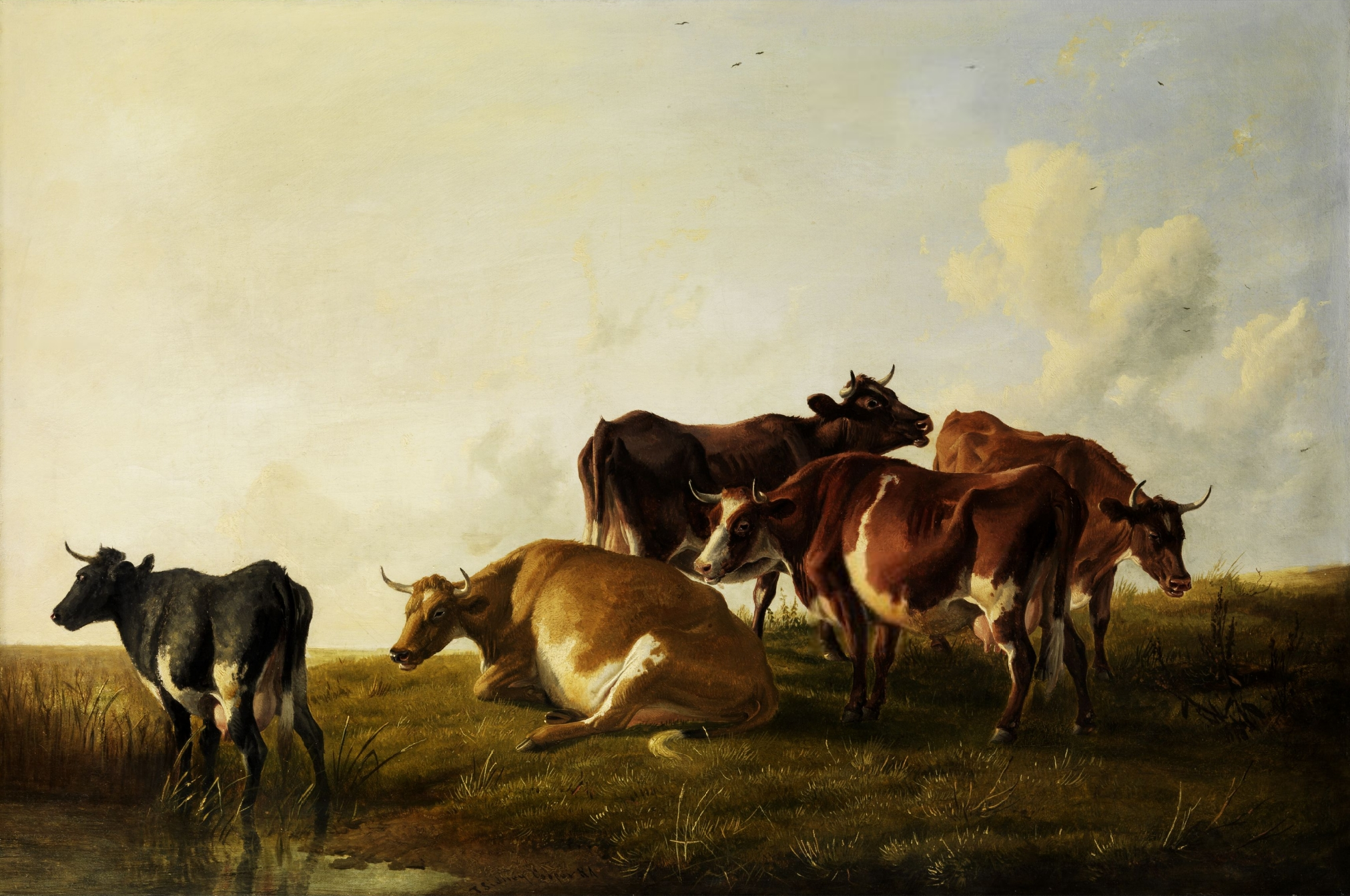
Målning av Thomas Sidney Cooper.

Thomas Sidney Cooper, född den 26 september 1803 i Canterbury, död den 7 februari 1902 i London, var en engelsk målare.
Cooper var 1820-23 anställd som dekorationsmålare i Hastings, kom därpå till London, där han studerade i akademin, var sedermera en tid lärare i teckning i Canterbury och slog sig 1827 ned i Bryssel, men blev genom revolutionen 1830 tvungen att återvända till England. 
Cooper målade landskap, helst med boskap, vilka i synnerhet i Frankrike vunnit mycket erkännande, såsom Afton vid vattningsstället (1842), Grupp av kor i Osbornes park (köpt av drottning Viktoria), Morgon på ängarna vid Windsor (1855), Skotskt landskap (1867). 
Han utgav 1853 Drawingbook of animals and rustic groups (8 häften), 1865 Beauties of poetry and art och 1891 sin Autobiography (2 delar).